# فرميون

الفرميونات هي جسيمات يمكن أن تشكل حالات كمومية مركبة ذات لا تناظر تام، نتيجة لذلك فهي تخضع لمبدأ باولي في الانتفاء وتخضع لإحصاء فيرمي-ديراك.
حسب مبرهنة إحصائيات السبين يجب أن يمتلك الفرميون غزلا أو تدويما (spin) نصف صحيح. تصنف جميع الجسيمات الأولية كفرميونات أو بوزونات، أما الجسيمات المركبة المؤلفة من فرميونات فيمكن أن تكون اما بوزونات أو فرميونات حسب قيمة تدويمها الكلي.
تؤلف الفرميونات الجسيمات الأولية التي تتشكل منها المادة، وتصنف هذه الفرميونات المادية ضمن مجموعتين: كواركات (التي تضم البروتونات والنيترونات) وليبتونات (تضم الالكترونات).